# Verein für Bewegungsspiele Lübeck von 1919 2003-2004
Questa voce raccoglie le informazioni riguardanti il Verein für Bewegungsspiele Lübeck von 1919 nelle competizioni ufficiali della stagione 2003-2004.

## Stagione
Nella stagione 2003-2004 il Lubecca, allenato da Dieter Hecking, concluse il campionato di 2. Bundesliga al 15º posto. In Coppa di Germania il Lubecca fu eliminato in semifinale dal Werder Brema.

## Rosa
| N. |                     | Ruolo | Calciatore         |
| -- | ------------------- | ----- | ------------------ |
| 1  | Germania (bandiera) | P     | Tim Cassel         |
| 2  | Germania (bandiera) | C     | Timo Achenbach     |
| 3  | Germania (bandiera) | D     | Florian Thorwart   |
| 4  | Germania (bandiera) | D     | Sven Boy           |
| 5  | Germania (bandiera) | D     | Holger Hasse       |
| 7  | Germania (bandiera) | C     | Reiner Plaßhenrich |
| 8  | Germania (bandiera) | A     | Daniel Thioune     |
| 9  | Germania (bandiera) | A     | Daniel Bärwolf     |
| 10 | Germania (bandiera) | C     | Martin Groth       |
| 11 | Germania (bandiera) | A     | Silvio Adzic       |
| 11 | Zimbabwe (bandiera) | C     | Farai Mbidzo       |
| 12 | Germania (bandiera) | C     | Heiko Petersen     |

| N. |                     | Ruolo | Calciatore       |
| -- | ------------------- | ----- | ---------------- |
| 13 | Polonia (bandiera)  | A     | Karol Zaborowski |
| 14 | Germania (bandiera) | C     | Markus Kullig    |
| 15 | Germania (bandiera) | D     | Marco Laaser     |
| 16 | Germania (bandiera) | A     | Patrick Würll    |
| 17 | Germania (bandiera) | C     | Stefan Zinnow    |
| 18 | Iran (bandiera)     | C     | Ferydoon Zandi   |
| 20 | Germania (bandiera) | A     | Jens Scharping   |
| 21 | Germania (bandiera) | D     | Timo Neumann     |
| 22 | Germania (bandiera) | D     | Ibrahim Türkmen  |
| 23 | Germania (bandiera) | P     | Carsten Wehlmann |
| 25 | Germania (bandiera) | D     | Jan Schanda      |
| 29 | Germania (bandiera) | P     | Maik Wilde       |

## Organigramma societario
Area tecnica
- Allenatore: Dieter Hecking
- Allenatore in seconda: Dirk Bremser
- Preparatore dei portieri:
- Preparatori atletici:

## Calciomercato

### Sessione estiva
| Acquisti | Acquisti         | Acquisti               | Acquisti |
| R.       | Nome             | da                     | Modalità |
| -------- | ---------------- | ---------------------- | -------- |
| C        | Timo Achenbach   | Borussia Dortmund      |          |
| A        | Silvio Adzic     | Kaiserslautern         |          |
| D        | Sven Boy         | Greuther Fürth         |          |
| C        | Martin Groth     | Amburgo                |          |
| D        | Jan Schanda      | Eintracht Braunschweig |          |
| D        | Florian Thorwart | Borussia Dortmund      |          |
| A        | Patrick Würll    | Reutlingen             |          |
| C        | Stefan Zinnow    | Waldhof Mannheim       |          |

| Cessioni | Cessioni          | Cessioni       | Cessioni |
| R.       | Nome              | da             | Modalità |
| -------- | ----------------- | -------------- | -------- |
| D        | Kai Achilles      | Oldenburg      |          |
| A        | Dennis Kruppke    | Friburgo       |          |
| C        | Maik Kunze        | Erzgebirge Aue |          |
| A        | Timo Mäkelmann    | Bonner         |          |
| D        | Serkan Rinal      | Manisaspor     |          |
| C        | Oliver Schweißing | TuS Dassendorf |          |
| D        | Marco Zallmann    | Neustrelitz    |          |

### Sessione invernale
| Acquisti | Acquisti | Acquisti | Acquisti |
| R.       | Nome     | da       | Modalità |
| -------- | -------- | -------- | -------- |

| Cessioni | Cessioni | Cessioni | Cessioni |
| R.       | Nome     | da       | Modalità |
| -------- | -------- | -------- | -------- |

## Risultati

### 2. Bundesliga

#### Girone di andata
| Arbitro: | Frank |

|                      |           |             |
| Kurth 62’ Spizak 83’ | Marcatori | 77’ Thioune |

| Lubecca 8 agosto 2003, ore 19:00 CEST 2ª giornata | Lubecca | 0 – 0 referto | Arminia Bielefeld | Stadion an der Lohmühle (8 500 spett.)\| Arbitro: \| Stark \| |
| Arbitro:                                          | Stark   |               |                   |                                                               |

| Arbitro: | Weber |

|  |           |                 |
|  | Marcatori | 58’, 90’ Copado |

| Arbitro: | Schriever |

|  |           |                                                         |
|  | Marcatori | 22’ Scharping 45’ Achenbach 73’ (rig.) Kullig 81’ Zandi |

| Arbitro: | Stachowiak |

|                         |           |                             |
| Achenbach 67’ Hasse 71’ | Marcatori | 45’ Drageljevic 68’ Racanel |

| Arbitro: | Gagelmann |

|           |           |                     |
| Bruns 85’ | Marcatori | 59’ Würll 87’ Zandi |

| Arbitro: | Brych |

|                            |           |                                                        |
| Zandi 13’, 63’ (rig.), 77’ | Marcatori | 19’ Blank 24’, 50’ Krontiris 31’ Brinkmann 71’ Mbwando |

| Arbitro: | Henschel |

|               |           |                         |
| Derelioğlu 6’ | Marcatori | 46’ Scharping 66’ Adzic |

| Arbitro: | Keßler |

|            |           |           |
| Kullig 21’ | Marcatori | 45’ Džaka |

| Arbitro: | Schalk |

|                                             |           |                          |
| Rietpietsch 25’ Ouédraogo 39’ Velichkov 71’ | Marcatori | 10’, 73’ Adzic 38’ Zandi |

| Arbitro: | Gräfe |

|                                   |           |           |
| Scharping 25’, 44’ Zandi 65’, 73’ | Marcatori | 52’ Sopić |

| Arbitro: | Fröhlich |

|           |           |  |
| Casey 34’ | Marcatori |  |

| Arbitro: | Rafati |

|                         |           |                               |
| Zandi 66’ Achenbach 78’ | Marcatori | 70’ Younga-Mouhani 83’ Broich |

| Arbitro: | Stachowiak |

|                                 |           |           |
| Thurk 17’, 83’ Silva 65’ (rig.) | Marcatori | 40’ Zandi |

| Arbitro: | Albrecht |

|                       |           |               |
| Hujdurović 85’ (aut.) | Marcatori | 74’ Berhalter |

| Aue-Bad Schlema 14 dicembre 2003, ore 15:00 CET 16ª giornata | Erzgebirge Aue | 0 – 0 referto | Lubecca | Erzgebirgsstadion (7 100 spett.)\| Arbitro: \| Pickel \| |
| Arbitro:                                                     | Pickel         |               |         |                                                          |

| Arbitro: | Späker |

|           |           |  |
| Würll 82’ | Marcatori |  |

#### Girone di ritorno
| Arbitro: | Seemann |

|            |           |                                      |
| Boakye 81’ | Marcatori | 8’ Zandi 69’ Thioune 80’ Plaßhenrich |

| Arbitro: | Perl |

|           |           |              |
| Adzic 45’ | Marcatori | 32’ Ahanfouf |

| Arbitro: | Schriever |

|  |           |               |
|  | Marcatori | 35’ Scharping |

| Arbitro: | Meyer |

|  |           |                                        |
|  | Marcatori | 5’ (aut.) Zandi 12’ Binder 66’ Sträßer |

| Arbitro: | Sippel |

|                                                        |           |                                |
| Patschinski 22’, 72’ (rig.) Koch 45’ (rig.) Budiša 53’ | Marcatori | 16’ (aut.) Winkler 88’ Schanda |

| Arbitro: | Frank |

|  |           |                         |
|  | Marcatori | 10’ Ristić 75’ Sobotzik |

| Arbitro: | Albrecht |

|                                  |           |           |
| Michalke 6’ Blank 61’ Meijer 65’ | Marcatori | 41’ Zandi |

| Arbitro: | Trautmann |

|                           |           |            |
| Scharping 11’ Thioune 53’ | Marcatori | 65’ Vittek |

| Arbitro: | Marks |

|                                                 |           |             |
| von Walsleben-Schied 13’ Lenze 34’ Ferenczi 59’ | Marcatori | 4’ Thorwart |

| Arbitro: | Fleischer |

|                  |           |  |
| Costa 65’ (aut.) | Marcatori |  |

| Arbitro: | Drees |

|                 |           |             |
| Velkoborský 40’ | Marcatori | 19’ Thioune |

| Arbitro: | Perl |

|                         |           |                        |
| Achenbach 44’ Adzic 54’ | Marcatori | 71’ Casey 82’ Eggimann |

| Arbitro: | Späker |

|                              |           |               |
| Schmidt 69’ (rig.) Rosin 85’ | Marcatori | 60’ Scharping |

| Arbitro: | Henschel |

|               |           |                                                                 |
| Scharping 23’ | Marcatori | 33’ (aut.) Plaßhenrich 38’ (rig.) Babatz 70’ Auer 90’ Friedrich |

| Arbitro: | Schmidt |

|              |           |           |
| Berhalter 5’ | Marcatori | 63’ Zandi |

| Arbitro: | Sippel |

|                            |           |                             |
| Zandi 56’ (rig.) Würll 78’ | Marcatori | 33’ Emmerich 41’ Toppmöller |

| Arbitro: | Schriever |

|                         |           |  |
| Rösler 43’ Feinbier 75’ | Marcatori |  |

### Coppa di Germania
| Arbitro: | Kemmling |

|  |           |                          |
|  | Marcatori | 92’ Scharping 110’ Zandi |

| Arbitro: | Gagelmann |

|                      |           |                                  |
| Musci 56’ Gibbs 111’ | Marcatori | 49’ Hasse 97’ Zandi 101’ Schanda |

| Arbitro: | Frank |

|             |           |  |
| Bärwolf 76’ | Marcatori |  |

| Arbitro: | Steinborn |

|  |           |           |
|  | Marcatori | 48’ Adzic |

| Arbitro: | Fröhlich |

|                                    |           |                               |
| Micoud 54’ Ailton 111’ Valdez 114’ | Marcatori | 11’ (aut.) Krstajić 94’ Zandi |

## Statistiche

### Statistiche di squadra
| Competizione      | Punti | In casa | In casa | In casa | In casa | In casa | In casa | In trasferta | In trasferta | In trasferta | In trasferta | In trasferta | In trasferta | Totale | Totale | Totale | Totale | Totale | Totale | DR  |
| Competizione      | Punti | G       | V       | N       | P       | Gf      | Gs      | G            | V            | N            | P            | Gf           | Gs           | G      | V      | N      | P      | Gf     | Gs     | DR  |
| ----------------- | ----- | ------- | ------- | ------- | ------- | ------- | ------- | ------------ | ------------ | ------------ | ------------ | ------------ | ------------ | ------ | ------ | ------ | ------ | ------ | ------ | --- |
| 2. Bundesliga     | 39    | 17      | 4       | 8       | 5       | 23      | 29      | 17           | 5            | 4            | 8            | 24           | 28           | 34     | 9      | 12     | 13     | 47     | 57     | -10 |
| Coppa di Germania | -     | 1       | 1       | 0       | 0       | 1       | 0       | 4            | 3            | 0            | 1            | 8            | 5            | 5      | 4      | 0      | 1      | 9      | 5      | +4  |
| Totale            | 39    | 18      | 5       | 8       | 5       | 24      | 29      | 21           | 8            | 4            | 9            | 32           | 33           | 39     | 13     | 12     | 14     | 56     | 62     | -6  |

### Andamento in campionato
| Giornata  | 1  | 2  | 3  | 4  | 5  | 6 | 7  | 8 | 9 | 10 | 11 | 12 | 13 | 14 | 15 | 16 | 17 | 18 | 19 | 20 | 21 | 22 | 23 | 24 | 25 | 26 | 27 | 28 | 29 | 30 | 31 | 32 | 33 | 34 |
| --------- | -- | -- | -- | -- | -- | - | -- | - | - | -- | -- | -- | -- | -- | -- | -- | -- | -- | -- | -- | -- | -- | -- | -- | -- | -- | -- | -- | -- | -- | -- | -- | -- | -- |
| Luogo     | T  | C  | C  | T  | C  | T | C  | T | C | T  | C  | T  | C  | T  | C  | T  | C  | T  | C  | T  | C  | T  | C  | T  | C  | T  | C  | T  | C  | T  | C  | T  | C  | T  |
| Risultato | P  | N  | P  | V  | N  | V | P  | V | N | N  | V  | P  | N  | P  | N  | N  | V  | V  | N  | V  | P  | P  | P  | P  | V  | P  | V  | N  | N  | P  | P  | N  | N  | P  |
| Posizione | 13 | 13 | 17 | 12 | 14 | 8 | 11 | 7 | 8 | 9  | 6  | 10 | 11 | 12 | 13 | 13 | 11 | 10 | 10 | 6  | 10 | 10 | 12 | 15 | 12 | 14 | 11 | 10 | 11 | 13 | 15 | 15 | 15 | 15 |

Legenda:

Luogo: C = Casa; T = Trasferta. Risultato: V = Vittoria; N = Pareggio; P = Sconfitta.

### Statistiche dei giocatori
| Giocatore      | 2. Bundesliga | 2. Bundesliga | 2. Bundesliga | 2. Bundesliga | Coppa di Germania | Coppa di Germania | Coppa di Germania | Coppa di Germania | Totale   | Totale | Totale      | Totale     |
| Giocatore      | Presenze      | Reti          | Ammonizioni   | Espulsioni    | Presenze          | Reti              | Ammonizioni       | Espulsioni        | Presenze | Reti   | Ammonizioni | Espulsioni |
| -------------- | ------------- | ------------- | ------------- | ------------- | ----------------- | ----------------- | ----------------- | ----------------- | -------- | ------ | ----------- | ---------- |
| T. Achenbach   | 32            | 4             | 3             | 0             | 5                 | 0                 | 1                 | 0                 | 37       | 4      | 4           | 0          |
| S. Adzic       | 24            | 5             | 2             | 0             | 3                 | 1                 | 1                 | 0                 | 27       | 6      | 3           | 0          |
| S. Boy         | 24            | 0             | 2             | 0             | 4                 | 0                 | 0                 | 0                 | 28       | 0      | 2           | 0          |
| D. Bärwolf     | 19            | 0             | 3             | 0             | 2                 | 1                 | 1                 | 0                 | 21       | 1      | 4           | 0          |
| T. Cassel      | 2             | 0             | 1             | 0             | 0                 | 0                 | 0                 | 0                 | 2        | 0      | 1           | 0          |
| M. Groth       | 26            | 0             | 1             | 0             | 4                 | 0                 | 0                 | 0                 | 30       | 0      | 1           | 0          |
| H. Hasse       | 26            | 1             | 8             | 0             | 4                 | 1                 | 2                 | 0                 | 30       | 2      | 10          | 0          |
| M. Kullig      | 31            | 2             | 5             | 0             | 5                 | 0                 | 3                 | 0                 | 36       | 2      | 8           | 0          |
| M. Laaser      | 11            | 0             | 0             | 0             | 1                 | 0                 | 0                 | 0                 | 12       | 0      | 0           | 0          |
| F. Mbidzo      | 16            | 0             | 2             | 0             | 3                 | 0                 | 0                 | 0                 | 19       | 0      | 2           | 0          |
| T. Neumann     | 0             | 0             | 0             | 0             | 0                 | 0                 | 0                 | 0                 | 0        | 0      | 0           | 0          |
| H. Petersen    | 8             | 0             | 0             | 0             | 0                 | 0                 | 0                 | 0                 | 8        | 0      | 0           | 0          |
| R. Plaßhenrich | 27            | 1             | 7             | 0             | 4                 | 0                 | 0                 | 0                 | 31       | 1      | 7           | 0          |
| J. Schanda     | 28            | 1             | 4             | 0             | 5                 | 1                 | 0                 | 0                 | 33       | 2      | 4           | 0          |
| J. Scharping   | 26            | 8             | 5             | 0             | 4                 | 1                 | 0                 | 0                 | 30       | 9      | 5           | 0          |
| D. Thioune     | 19            | 4             | 2             | 0             | 4                 | 0                 | 2                 | 0                 | 23       | 4      | 4           | 0          |
| F. Thorwart    | 21            | 1             | 5             | 0             | 4                 | 0                 | 0                 | 0                 | 25       | 1      | 5           | 0          |
| I. Türkmen     | 18            | 0             | 5             | 1             | 1                 | 0                 | 0                 | 1                 | 19       | 0      | 5           | 2          |
| C. Wehlmann    | 18            | 0             | 0             | 1             | 3                 | 0                 | 0                 | 0                 | 21       | 0      | 0           | 1          |
| M. Weißhaupt   | 4             | 0             | 0             | 0             | 0                 | 0                 | 0                 | 0                 | 4        | 0      | 0           | 0          |
| M. Wilde       | 15            | 0             | 0             | 0             | 2                 | 0                 | 0                 | 0                 | 17       | 0      | 0           | 0          |
| P. Würll       | 19            | 3             | 4             | 0             | 5                 | 0                 | 1                 | 0                 | 24       | 3      | 5           | 0          |
| K. Zaborowski  | 0             | 0             | 0             | 0             | 0                 | 0                 | 0                 | 0                 | 0        | 0      | 0           | 0          |
| F. Zandi       | 29            | 14            | 6             | 0             | 5                 | 3                 | 0                 | 0                 | 34       | 17     | 6           | 0          |
| S. Zinnow      | 21            | 0             | 3             | 0             | 2                 | 0                 | 1                 | 0                 | 23       | 0      | 4           | 0          |